# Holoptychius
Holoptychius is een geslacht van uitgestorven kwastvinnigen dat leefde in het Laat-Devoon en wereldwijd voorkwamen.

## Kenmerken
Het lichaam van deze buikige, gestroomlijnde vis was bedekt met dunne, ronde schubben en had een asymmetrische staart. Tijdens de voortbeweging kon het lichaam naar beneden gedrukt worden door de opgewekte kracht van de bovenste staartlob, maar dit werd voorkomen door de hoog op de flanken geplaatste, gespierde, lange borstvinnen, waardoor de vis op koers bleef. Door de spreiding van deze vinnen kreeg het lichaam een opwaartse druk, waardoor de neerwaartse druk, die werd opgewekt door de staart, gecompenseerd werd.

## Leefwijze
Soorten uit dit geslacht waren roofvissen die jacht maakten op andere beenvissen. Op de rand van het verhemelte bevonden zich een soort slagtanden. De vis pakte de prooi met zijn kaken, waarop kleine scherpe tanden stonden, om die prooi dan in zijn geheel te verzwelgen.

## Soorten
- Holoptychius americanus Leidy, 1843 †
- Holoptychius filosus Cope, 1892 †
- Holoptychius flemingi Agassiz, 1844 †
- Holoptychius giganteus Agassiz, 1839 †
- Holoptychius halli Newberry, 1889 †
- Holoptychius hopkinsii M'Coy, 1844 †
- Holoptychius nobilissimus Agassiz, 1839 †